# Nuestro horizonte azul
Nuestro horizonte azul (en hangul, 우리들의 블루스; RR: Urideurui Beulluseu; título en inglés: Our Blues) es una serie de televisión surcoreana de 2022, dirigida por Kim Kyoo-tae y protagonizada por Lee Byung-hun, Shin Min-ah, Cha Seung-won, Han Ji-min y Lee Jung-eun. Se emitió desde el 9 de abril hasta el 12 de junio de 2022 en el canal tvN, en horario de sábados y domingos a las 21:10 (KST). También está disponible en la plataforma Netflix para algunos países.

## Sinopsis
Varias historias de vida que se desarrollarán en la cálida isla de Jeju. Está concebida como una serie colectiva con catorce personajes principales en ocho historias relacionadas; el número de episodios será diferente para cada personaje.

## Reparto

### Principal
- Lee Byung-heon como Lee Dong-seok, un vendedor ambulante que nació en Jeju, un hombre tosco y rudo nacido en el campo.[4]
  - Ryu Hae-jun como Dong-seok de adolescente.[5]
- Shin Min-ah como Min Sun-ah, una mujer de Jeju, que tras un divorcio en Seúl, en el que pierde la custodia de su hijo, vuelve a la isla y trabaja con Dong-seok.[4][6]
  - Kim Ah-song como Sun-ah de adolescente.[7]
- Cha Seung-won como Choi Han-soo, un director de banco que regresa a su ciudad natal de Jeju como un perfecto hombre de ciudad.[4]
  - Kim Jae-won como Han-soo de adolescente.[8]
- Han Ji-min como Lee Young-ok, una haenyeo (buceadora de Jeju) novata. Llegó a Jeju desde lejos, y es una mujer brillante y llena de vida, pero a la que siguen muchos rumores.[4][9]
  - Hong Jung-min como Young-ok de adolescente.
- Lee Jung-eun como Jung Eun-hee, la terca dueña de un gran negocio de pescadería que después de treinta años se reencuentra con su primer amor, al que nunca olvidó.[4][10]
  - Shim Dal-gi como Jung-eun de adolescente.[11][12]
- Uhm Jung-hwa como Ko Mi-ran, una mujer que regresa a Jeju exhausta por la difícil vida de la ciudad. Es la mejor amiga de Eun-hee.[13][14]
  - Yeon Shi-woo como Mi-ran de adolescente.
- Kim Woo-bin como Park Jung-joon, un capitán afectuoso y lúcido. Mientras busca a una mujer que no planee irse de Jeju, conoce a Young-ok y sueña con enamorarse de ella.[4][6]
- Bae Hyun-sung como Jung Hyun, un estudiante modelo de secundaria de 18 años, nacido en Jeju.[15]
- Noh Yoon-seo como Bang Young-joo, una estudiante de secundaria, la mejor de la escuela, también nacida en Jeju, y que quiere escapar a Seúl tan pronto como sea posible.[16][17]
  - Ahn Tae-rin como Young-joo de niña.
- Park Ji-hwan como Jung In-kwon, el padre de Hyun, propietario de un negocio de comidas.[18][19][20]
  - Park Sang-won como In-kwon de niño.
- Choi Young-joon como Bang Ho-shik, es un fabricante y vendedor de hielo, padre de Young-joo, a la que ha criado solo.[21][22][23][24]
  - Kang Yi-seok como Ho-shik de joven.

### Secundario
- Kim Hye-ja como Kang Ok-dong, madre de Dong-seok, una mujer amable que parece franca con los demás, pero que no lo es con su propio hijo.[25]
- Ko Doo-shim como Hyun Choon-hee, una comerciante que ha trabajado durante más de 60 años.[25]
- Ki So-yoo como Son Eun-gi, la nieta de Choon-hee.[18]
- Park Jung-eun como una profesora de academia.
- Kim Kwang-kyoo como Kim Myung-bo, gerente de sucursal del SS Bank Jeju Pureung, fue compañero de clase de Han-soo.[26]
- Bae Sung-woo.
- Cho Hye-jung como Dal, amiga de Lee Young-ok.[27]
- Yoon Byung-hee como Bae Jung-mook, un capitán que llegó a Pureung Village desde el extranjero y molesta a Young-ok.[28]
- Jung Sung-il como Kim Tae-hoon, el sensible y agotado marido de Min Sun-ah.[29]
- Cheon Dong-bin como compañero de clase de Young-joo y Hyun.[30]
- Park Ji-ah como Park Hye-ja, una haenyeo nativa de Jeju que tiene una relación conflictiva con Young-ok.[31]
- Jung Eun-hye como Lee Young-hee, la hermana gemela mayor de Young-ok, tiene síndrome de Down.[9][32][a]
- Lee So-byul como Byul, trabaja en un camión de café en el mercado. Es hermana de Da-li, a la que ayuda en su trabajo, y es sorda.[34][b]

### Apariciones especiales
- Park Sung-yeon como mediadora en el divorcio de Sun-ah y Tae-hoon.[35]
- Nam Joo-hyuk como Nam Do-san en Start-Up (ep. n.º 10).
- Bae Suzy como Seo Dal-mi en Start-Up (ep. n.º 10).

## Producción
La serie fue planeada y desarrollada por Studio Dragon, y producida por GTist, responsable también de series como Hotel del Luna y Hometown Cha Cha Cha.
Se trata de una nueva colaboración entre la guionista Noh Hee-kyung y el director Kim Kyu-tae, que ya trabajaron juntos en Padam padam, That Winter, the Wind Blows, It's Okay, That's Love y Live. La génesis del proyecto fue una reunión relacionada con la serie Here. Se trata de una historia sobre una ONG que está sufriendo un retraso por tiempo indefinido a causa de las dificultades que encontró para rodarse en el extranjero, pues coincidió en el tiempo con la primera fase de la pandemia de Covid-19. En dicha reunión, y ante el bloqueo de Here, Lee Byung-hun solicitó a la guionista Noh Hee-kyung una historia alternativa, que pensó entonces en una trama corta, para siete u ocho episodios, la cual luego llegó a veinte con la colaboración de otros escritores.
El rodaje comenzó a finales de octubre de 2021 en la isla de Jeju, donde están localizadas el 70% de las escenas. El 9 de febrero de 2022 se anunció que se había debido suspender a causa del positivo por Covid-19 de Lee Byung-hun. Fue el único positivo del reparto. El día 21 el actor publicó una foto anunciando que se había recuperado tras la cuarentena. Entretanto, el día 17 Han Ji-min también anunció con una foto que había concluido su parte en el rodaje.
El primer tráiler de la serie se hizo público el 25 de febrero. El 7 de abril se presentó en conferencia de prensa en línea (como medida de precaución por la pandemia de Covid-19), con la presencia de la guionista Noh Hee-kyung, el director Kim Kyu-tae, y los actores Lee Byung-hun, Shin Min-ah, Cha Seung-won, Lee Jung-eun, Han Ji-min, Kim Woo-bin y Uhm Jung-hwa.

## Banda sonora
| Parte | Fecha de publicación | N.º | Título                                | Letra                                | Música                                                   | Artista                   | Duración |
| ----- | -------------------- | --- | ------------------------------------- | ------------------------------------ | -------------------------------------------------------- | ------------------------- | -------- |
| 1     | 10 de abril de 2022  | 1   | «Whisky on the Rock»                  | Choi Seong-soo                       | Choi Seong-soo                                           | Kim Yeon-ji               | 5:07     |
| 1     | 10 de abril de 2022  | 2   | «Whisky on the Rock» (inst.)          |                                      | Choi Seong-soo                                           |                           | 5:07     |
| 2     | 16 de abril de 2022  | 1   | «The Last» (마지막 너의 인사)         | Jihoon                               | Lee Seung-joo                                            | Heize                     | 3:59     |
| 2     | 16 de abril de 2022  | 2   | «The Last» (마지막 너의 인사) (inst.) |                                      | Lee Seung-joo                                            |                           | 3:59     |
| 3     | 23 de abril de 2022  | 1   | «For Love» (봄 to 러브)               | Jihoon                               | Lee Seung-joo, Choi In-hwan                              | 10cm                      | 3:33     |
| 3     | 23 de abril de 2022  | 2   | «For Love» (봄 to 러브)(inst.)        |                                      | Lee Seung-joo, Choi In-hwan                              |                           | 3:33     |
| 4     | 24 de abril de 2022  | 1   | «With You»                            | Jihoon                               | Rocoberry                                                | Jimin (BTS), Ha Sung-woon | 3:21     |
| 4     | 24 de abril de 2022  | 2   | «With You» (inst.)                    |                                      | Rocoberry                                                |                           | 3:21     |
| 5     | 7 de mayo de 2022    | 1   | «Remember Me» (기억해 줘요)           | Jihoon                               | Jo Ah-ra, Steve DK                                       | Davichi                   | 3:44     |
| 5     | 7 de mayo de 2022    | 2   | «Remember Me» (기억해 줘요) (inst.)   |                                      | Jo Ah-ra, Steve DK                                       |                           | 3:44     |
| 6     | 8 de mayo de 2022    | 1   | «By My Side» (내 곁에)                | Punch, Jihoon                        | Punch, Riskypizza                                        | Taeyeon                   | 3:47     |
| 6     | 8 de mayo de 2022    | 2   | «By My Side» (내 곁에) (inst.)        |                                      | Punch, Riskypizza                                        |                           | 3:47     |
| 7     | 14 de mayo de 2022   | 1   | «Happy Song»                          | Jihoon                               | Lee Seung-joo, Choi In-hwan                              | MeloMance                 | 3:57     |
| 7     | 14 de mayo de 2022   | 2   | « Happy Song» (inst.)                 |                                      | Lee Seung-joo, Choi In-hwan                              |                           | 3:57     |
| 8     | 15 de mayo de 2022   | 1   | «Star»                                | Jihoon                               | Lee Seung-joo, Lee Ji-hye                                | STAYC                     | 4:17     |
| 8     | 15 de mayo de 2022   | 2   | «Star» (inst.)                        |                                      | Lee Seung-joo, Lee Ji-hye                                |                           | 4:17     |
| 9     | 21 de mayo de 2022   | 1   | «Bye Bye»                             | Jihoon                               | Punch,Lee Seung-joo, Choi In-hwan, CHEAT KEYS            | Punch                     | 4:02     |
| 9     | 21 de mayo de 2022   | 2   | «Bye Bye» (inst.)                     |                                      | Punch,Lee Seung-joo, Choi In-hwan, CHEAT KEYS            |                           | 4:02     |
| 10    | 22 de mayo de 2022   | 1   | «Once Again»                          | Jihoon, Viktoria Hansen, Kirat Singh | Cutfather, Jacob Uchorczak, Viktoria Hansen, Kirat Singh | Winter, Ningning (Aespa)  | 2:49     |
| 10    | 22 de mayo de 2022   | 2   | «Once Again» (inst.)                  |                                      | Cutfather, Jacob Uchorczak, Viktoria Hansen, Kirat Singh |                           | 2:49     |

## Recepción
Nuestro horizonte azul tuvo un buen comienzo en audiencia, pues su primer episodio alcanzó un promedio del 8,1% en el área metropolitana de Seúl, y del 7,3% a nivel nacional. El décimo episodio obtuvo un promedio del 12,1% en Seúl (con un pico del 13,4%) y un 11,2% en todo el país, marcando una línea ascendente.
| Temporada | Temporada | Episodio número | Episodio número | Episodio número | Episodio número | Episodio número | Episodio número | Episodio número | Episodio número | Episodio número | Episodio número | Episodio número | Episodio número | Episodio número | Episodio número | Episodio número | Episodio número | Episodio número | Episodio número | Episodio número | Episodio número | Promedio |
| Temporada | Temporada | 1               | 2               | 3               | 4               | 5               | 6               | 7               | 8               | 9               | 10              | 11              | 12              | 13              | 14              | 15              | 16              | 17              | 18              | 19              | 20              | Promedio |
| --------- | --------- | --------------- | --------------- | --------------- | --------------- | --------------- | --------------- | --------------- | --------------- | --------------- | --------------- | --------------- | --------------- | --------------- | --------------- | --------------- | --------------- | --------------- | --------------- | --------------- | --------------- | -------- |
|           | 1         | 1.845           | 2.026           | 1.966           | 2.215           | 1.724           | 1.909           | 1.924           | 2.334           | 2.088           | 2.612           | 2.473           | 2.413           | 2.270           | 2.598           | 2.274           | 2.667           | 2.416           | 2.852           | 2.899           | 3.419           | 2.346    |

| Episodio | Fecha de emisión    | Índice de audiencia (Nielsen Korea) | Índice de audiencia (Nielsen Korea) |
| Episodio | Fecha de emisión    | Nacional                            | Seúl                                |
| --- | ------------------- | ----------------------------------- | ----------------------------------- |
| 1 | 9 de abril de 2022  | 7,324 % (1.ª)                       | 8,107 % 1.ª)                        |
| 2 | 10 de abril de 2022 | 8,736 % (1.ª)                       | 10,189 % (1.ª)                      |
| 3 | 16 de abril de 2022 | 7,897 % (1.ª)                       | 9,022 % (1.ª)                       |
| 4 | 17 de abril de 2022 | 9,182 % (1.ª)                       | 10,064 % (1.ª)                      |
| 5 | 23 de abril de 2022 | 7,126 % (1.ª)                       | 7,233 % (1.ª)                       |
| 6 | 24 de abril de 2022 | 7,722 % (1.ª)                       | 7,870 % (1.ª)                       |
| 7 | 30 de abril de 2022 | 7,913 % (1.ª)                       | 8,721 % (1.ª)                       |
| 8 | 1 de mayo de 2022   | 9,559 % (1.ª)                       | 10,329 % (1.ª)                      |
| 9 | 7 de mayo de 2022   | 8,810 % (1.ª)                       | 9,303 % (1.ª)                       |
| 10 | 8 de mayo de 2022   | 11,242 % (1.ª)                      | 12,119 % (1.ª)                      |
| 11 | 14 de mayo de 2022  | 10,397 % (1.ª)                      | 10,725 % (1.ª)                      |
| 12 | 15 de mayo de 2022  | 10,796 % (1.ª)                      | 11,112 % (1.ª)                      |
| 13 | 21 de mayo de 2022  | 10,047 % (1.ª)                      | 10,742 % (1.ª)                      |
| 14 | 22 de mayo de 2022  | 10,949 % (1.ª)                      | 11,266 % (1.ª)                      |
| 15 | 28 de mayo de 2022  | 10,065 % (1.ª)                      | 10,618 % (1.ª)                      |
| 16 | 29 de mayo de 2022  | 11,843 % (1.ª)                      | 12,648 % (1.ª)                      |
| 17 | 4 de junio de 2022  | 10,163 % (1.ª)                      | 10,304 % (1.ª)                      |
| 18 | 5 de junio de 2022  | 12,541 % (1.ª)                      | 13,198 % (1.ª)                      |
| 19 | 11 de junio de 2022 | 12,149 % (1.ª)                      | 13,171 % (1.ª)                      |
| 20 | 12 de junio de 2022 | 14,597 % (1.ª)                      | 15,719 % (1.ª)                      |
| Promedio | Promedio            | 9,953 %                             | 10,623 %                            |
| - En la tabla superior, en azul aparecen los índices más bajos, y en rojo los más altos. - Este drama se emitió en un canal de cable / televisión de pago que normalmente tiene una audiencia relativamente menor en comparación con las emisoras públicas o de televisión en abierto (KBS, SBS, MBC y EBS). |                     |                                     |                                     |

## Premios y nominaciones
| Año  | Premio                        | Categoría                 | Candidato                  | Resultado | Ref.          |
| ---- | ----------------------------- | ------------------------- | -------------------------- | --------- | ------------- |
| 2022 | 8th APAN Star Awards          | Serie del año             | Nuestro horizonte azul     | Nominada  | [ 57 ] [ 58 ] |
| 2022 | 8th APAN Star Awards          | Mejor guion               | Noh Hee-kyung              | Nominada  | [ 57 ] [ 58 ] |
| 2022 | 8th APAN Star Awards          | Mejor actor de reparto    | Park Ji-hwan               | Nominada  | [ 57 ] [ 58 ] |
| 2022 | 8th APAN Star Awards          | Mejor actor de reparto    | Yoon Byung-hee             | Ganador   | [ 57 ] [ 58 ] |
| 2022 | 8th APAN Star Awards          | Mejor actor de reparto    | Choi Young-jun             | Nominado  | [ 57 ] [ 58 ] |
| 2022 | 8th APAN Star Awards          | Mejor actriz en miniserie | Shin Min-ah                | Ganadora  | [ 57 ] [ 58 ] |
| 2022 | 8th APAN Star Awards          | Mejor actriz revelación   | Roh Yoon-seo               | Nominada  | [ 57 ] [ 58 ] |
| 2022 | 8th APAN Star Awards          | Mejor pareja              | Han Ji-min y Kim Woo-bin   | Nominados | [ 57 ] [ 58 ] |
| 2022 | 8th APAN Star Awards          | Mejor banda original      | Jimin (BTS) y Ha Sung-woon | Nominados | [ 57 ] [ 58 ] |
| 2022 | 13th Korea Drama Awards       | Mejor serie               | Nuestro horizonte azul     | Nominada  | [ 59 ] [ 60 ] |
| 2022 | 13th Korea Drama Awards       | Mejor actor revelación    | Bae Hyun-sung              | Nominado  | [ 59 ] [ 60 ] |
| 2022 | 8th Asia Star Awards          | Premio Rising Star        | Ron Yoon-seo               | Ganadora  | [ 61 ]        |
| 2022 | Asian Academy Creative Awards | Mejor guion               | Noh Hee-kyung              | Pendiente |               |